# Arthrovertex hauseri
Arthrovertex hauseri är en kvalsterart som beskrevs av Sandór Mahunka 1985. Arthrovertex hauseri ingår i släktet Arthrovertex och familjen Scutoverticidae. Inga underarter finns listade i Catalogue of Life.